# Péché dans le judaïsme

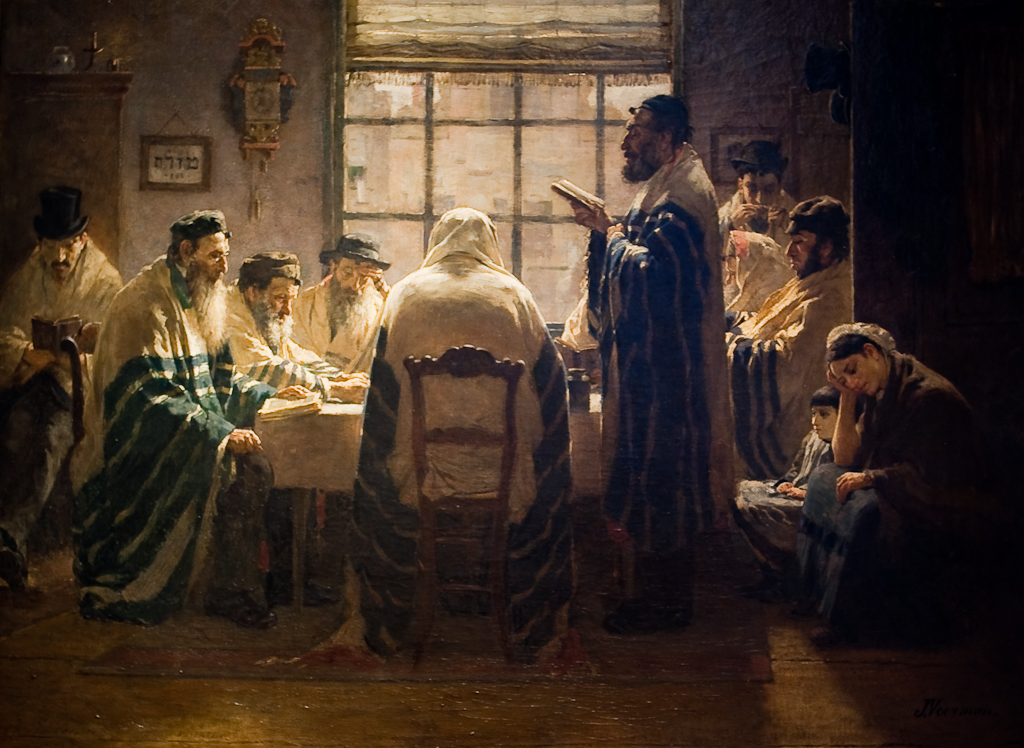
Jours de deuil, huile sur toile et bois montrant l'intérieur d'une maison juive en deuil et ses membres en prière, par J. Voerman (v. 1884).

La notion de péché dans le judaïsme est considérée comme la violation de l'un des 613 commandements inscrits dans la Torah (Ancien Testament) qui représente une offense envers Dieu mais également des offenses envers les autres. Le péché a de nombreuses classifications et degrés.

## Présentation
Le judaïsme enseigne que pécher fait partie de la vie, car il n'existe pas d'être humain parfait et tout le monde a une tendance à faire le mal, bien que les gens naissent sans péché,.  
La Torah ne connaît que deux mots pour désigner quelque chose qui ressemble au péché, qui n'ont rien à voir avec les concepts développés par le christianisme.
- la faute est désignée par 'het (plur. 'hattaïm). Ce mot apparaît pour la première fois dans le Livre de la Genèse IV:7. Il est linguistiquement dérivé du concept de « manquer la cible ». Rien ne laisse supposer dans la sémantique de celle-ci une quelconque séparation d'avec YHWH Elohim. Toutefois, la première fois où Adam manqua le but que lui avait désigné Dieu,...[Quoi ?]
- Théologiquement, le mal est désigné par Ra'. Le mot désigne une imperfection intrinsèque : kissé rou'a indique une « chaise instable », branlante, ne convenant ni à sa condition, ni à sa fonction de chaise. « Faire ce qui est » râne s'applique que dans un seul cas : blasphémer et/ou sacrifier aux idoles (Ishtar, Baal, Belzébuth,...) et à l'idolâtrie, en se détournant du monothéisme.

Ce mal est toujours collectif et concerne soit le chef du peuple (ex. Salomon qui a suivi certains cultes de ses nombreuses concubines), soit tout le peuple d'Israël, dans son ensemble (ex. « Adoration du Veau d'or »). 
Les procédures de réparation sont décrites dans Lévitique, particulièrement celle connue sous le nom de bouc émissaire.
En ce qui concerne les 613 commandements, ce sont plutôt les concepts de pureté et d'impureté rituelle qui entrent en jeu et leur corollaire : la purification.